# Jeremy Podeswa
Jeremy Podeswa (nascido em 1962 em Toronto) é um diretor de televisão e cinema canadense. Ele é melhor conhecido por dirigir os filmes The Five Senses (1999) e Fugitive Pieces (2007), bem como por seu trabalho na direção de episódios das séries de televisão Six Feet Under, Nip/Tuck, The Tudors, Queer as Folk, Game of Thrones e a minissérie da HBO The Pacific. Ele também escreveu filmes.

## Biografia
Jeremy Podeswa nasceu em 1962 em Toronto, no estado de Ontário. Seu pai era pintor e o único de sua família imediata que havia escapado dos campos de concentração nazistas vivo. Podeswa formou-se no curso de estudos cinematográficos na Universidade Ryerson e no Centro de Estudos Avançados em Cinema do American Film Institute. Ele é abertamente gay.

## Prêmios
Podeswa recebeu dois Genie Awards em 2000, por melhor direção em The Five Senses, que também ganhou melhor filme.

## Filmografia

### Televisão
Episódios de:
- Queer as Folk (2000)
- The Chris Isaak Show (2001)
- Six Feet Under (2001)
- Carnivàle (2003)
- Nip/Tuck (2003)
- The L Word (2004)
- Wonderfalls (2004)
- Rome (2005)
- Into the West (2005)
- Commander in Chief (2005)
- Dexter (2007)
- John from Cincinnati   (2007)
- The Riches  (2007)
- The Tudors (2007–2010)
- The Pacific (2010)
- Weeds  (2010)
- Rubicon (2010)
- Boardwalk Empire (2010)[8]
- Camelot  (2011)
- The Borgias (2011)
- True Blood (2011)
- Homeland (2012)
- American Horror Story: Asylum (2012)
- The Newsroom (2012)
- The Handmaid's Tale (2018)

### Filmes
- David Roche Talks to You About Love (1983)
- Nion (1984)
- The Revelations of Becka Paulson (1985)
- In the Name of Bobby (1985)
- Standards (1992)
- Walls (1993)
- Caveman Rainbow (1993)
- Eclipse (1994)
- The Five Senses (1999)
- 24fps (2000)
- Touch (2001)
- Fugitive Pieces (2007)